# Carl Ruggles
Pour les articles homonymes, voir Ruggles.
Charles Sprague Ruggles, dit Carl Ruggles, est un compositeur américain, né le 11 mars 1876 à Marion (Massachusetts) et mort le 24 octobre 1971 à Bennington (Vermont).

## Biographie
Il composa des pièces finement élaborées en utilisant le « contrepoint dissonant », terme inventé par Charles Seeger pour décrire la musique de Ruggles. Sa méthode de contrepoint atonal s'appuyait sur une technique chromatique non-sérielle, en évitant la répétition d'une ligne mélodique jusqu'à la huitième progression, selon un schéma déterminé.
Réputé pour son caractère irascible, Ruggles fut l'ami d'Henry Cowell, Edgard Varèse, Charles Ives, Ruth Crawford Seeger, Charles Seeger et Lou Harrison. En 1949, celui-ci devait prendre ses distances avec le compositeur à la suite de propos racistes et antisémites après un concert où l'on donnait Angels, lors d'un déjeuner au Pennsylvania Station de New York où Ruggles proféra des insultes contre les noirs et les juifs (Miller and Lieberman 1998, p. 44). Ruggles fut aussi un peintre prolifique, produisant des centaines de toiles.
James Tenney compta parmi ses disciples. Michael Tilson Thomas fut le défenseur de sa musique, enregistrant l'œuvre complète avec le Buffalo Philharmonic. Ruggles écrivait soigneusement et lentement laissant une œuvre réduite comprenant :
- Toys (1919), mélodies pour soprano et piano
- Angels (1921), ensemble de cuivres. À l'origine pour six trompettes. En 1940, Ruggles révisa l'œuvre pour trompettes et trombones
- Men (1921), pour orchestre
- Vox Clamans in Deserto (1923), pour soprano et orchestre
- Men and Mountains (1924), pour orchestre
- Portals (1925), pour orchestre
- Sun-Treader (1931), pour orchestre
- Evocations (1943), deux versions: pour orchestre ou piano seul
- Organum (1947), pour orchestre
- Exaltation (1958), sa dernière œuvre, un hymne dédié à la mémoire de son épouse.

## Discographie
- 1980: Michael Tilson Thomas, Buffalo Philharmonic Orchestra, The complete music of Carl Ruggles, CBS Masterwork M2 34591.